# Henrique César (ator)
Henrique César de Souza Oliveira (Canguçu, 11 de janeiro de 1933 — Rio de Janeiro, 9 de janeiro de 2018) foi um ator brasileiro.

## Filmografia

### Televisão
| Ano       | Título                             | Personagem                                                        | Notas                                 |
| --------- | ---------------------------------- | ----------------------------------------------------------------- | ------------------------------------- |
| 2015      | Babilônia                          | cadeirante que briga com Luis Fernando e é defendido por Vinícius |                                       |
| 2013      | Guerra dos Sexos                   | Juiz                                                              |                                       |
| 2011      | A Vida da Gente                    | Ivo                                                               |                                       |
| 2011      | Morde & Assopra                    | Padre Aluísio                                                     |                                       |
| 2010      | Passione                           | senhor que socorre Agostina                                       |                                       |
| 2010      | Força-Tarefa                       | Isaque                                                            | Episódio: "Segurança SA"              |
| 2009      | Caras & Bocas                      | Epitácio                                                          |                                       |
| 2008      | Beleza Pura                        | genealogista                                                      |                                       |
| 2006      | O Profeta                          | Juiz                                                              |                                       |
| 2006      | Páginas da Vida                    | Dr. Moretti                                                       |                                       |
| 2006      | Meu Cunhado                        | Henrique VIII                                                     | Episódio: "Bronce Connection"         |
| 2006      | Malhação                           | Almirante                                                         |                                       |
| 2005      | Mano a Mano                        | Bóris                                                             |                                       |
| 2004      | Cabocla                            | Delegado André                                                    |                                       |
| 2004      | A Diarista                         | Avô no velório                                                    | Episódio: "Réquiem Para Uma Diarista" |
| 2004      | Um Só Coração                      | —                                                                 |                                       |
| 2002      | Desejos de Mulher                  | Nelson                                                            |                                       |
| 2000      | O Cravo e a Rosa                   | Ursulino Montenegro                                               |                                       |
| 2000      | Esplendor                          | Delegado                                                          |                                       |
| 1999      | Você Decide                        | Pai                                                               | Episódio: "Faça a Coisa Certa"        |
| 1999      | Força de um Desejo                 | Marquês de Boaventura                                             |                                       |
| 1998      | Por Amor                           | Dr. Murilo                                                        |                                       |
| 1995      | Tocaia Grande                      | Dr. Eusébio                                                       |                                       |
| 1994      | A Viagem                           | Duarte                                                            |                                       |
| 1994      | Castelo Rá-Tim-Bum                 | Eugênio, o Gênio                                                  |                                       |
| 1990      | A História de Ana Raio e Zé Trovão | Ranulfo                                                           |                                       |
| 1988      | Vida Nova                          | Juca                                                              |                                       |
| 1987      | Bambolê                            | Osório                                                            |                                       |
| 1985      | Jogo do Amor                       | Bonifácio (Boni)                                                  |                                       |
| 1983      | Vida Roubada                       | Estevão Junqueira                                                 |                                       |
| 1983      | Razão de Viver                     | Lindolfo                                                          |                                       |
| 1983      | Sombras do Passado                 | Rodolfo                                                           |                                       |
| 1982      | O Coronel e o Lobisomem            | Juju Bezerra                                                      |                                       |
| 1982      | Pic-nic Classe C                   | Ferreri                                                           |                                       |
| 1980      | Um Homem muito Especial            | Chico                                                             |                                       |
| 1980      | Pé de Vento                        | Juca                                                              |                                       |
| 1979      | Os Gigantes                        | —                                                                 | [ 2 ]                                 |
| 1976      | Papai Coração                      | Pompeo                                                            |                                       |
| 1976      | Canção para Isabel                 | Dorival                                                           |                                       |
| 1975      | Vila do Arco                       | Juiz Capistrano                                                   |                                       |
| 1974      | O Machão                           | Rachid                                                            |                                       |
| 1971      | Quarenta Anos Depois               | Clóvis                                                            |                                       |
| 1971      | Os Deuses Estão Mortos             | Dr. Genésio                                                       |                                       |
| 1970      | As Pupilas do Senhor Reitor        | Malaquias                                                         |                                       |
| 1969      | João Juca Jr.                      | —                                                                 |                                       |
| 1969      | A Última Testemunha                | Fernando                                                          |                                       |
| 1968      | Passo dos Ventos                   | Genvillon                                                         |                                       |
| 1968      | Os Amores de Bob                   | —                                                                 |                                       |
| 1966      | As Minas de Prata                  | Batista                                                           |                                       |
| 1965      | A Grande Viagem                    | Pardini                                                           |                                       |
| 1965      | Vidas Cruzadas                     | Secretário                                                        |                                       |
| 1964      | Ilsa                               | Zé Estevão                                                        |                                       |
| 1962      | O Vigilante Rodoviário             | —                                                                 |                                       |
| 1958-1960 | Grande Teatro Tupi                 | Vários personagens                                                |                                       |

### Cinema
| Ano  | Título                              | Personagem              | Notas                                       |
| ---- | ----------------------------------- | ----------------------- | ------------------------------------------- |
| 2013 | O Tempo Que Leva                    | —                       | Curta-metragem                              |
| 2011 | Qual Queijo Você Quer?              | Afonso                  | Curta-metragem                              |
| 2009 | A Garrafa do Diabo                  | Velho Manoelzinho       | Curta-metragem                              |
| 2009 | Divã                                | Juiz                    |                                             |
| 2009 | Bela Noite para Voar                | Ministro da Marinha     | [ 3 ]                                       |
| 2006 | Picolé, Pintinho e Pipa             | Seu Antônio             | Curta-metragem                              |
| 2001 | Memórias Póstumas                   | Presidente da província |                                             |
| 1984 | Elite Devassa                       | —                       |                                             |
| 1982 | Alguém                              | Coronel                 |                                             |
| 1980 | Viúvas Precisam de Consolo          | Ambrósio                |                                             |
| 1978 | O Estripador de Mulheres            | Advogado                |                                             |
| 1978 | J.J.J., O Amigo do Super-Homem      | Síndico                 |                                             |
| 1976 | Quem é o Pai da Criança?            | Ismael                  |                                             |
| 1975 | Cada um Dá o que Tem                | Solano                  | Segmento: "O Despejo"                       |
| 1975 | As Secretárias... Que Fazem de Tudo | —                       | Segmento: "A Moça Que Veio Para Fazer Café! |
| 1962 | Cinco Vezes Favela                  | —                       | Segmento: "Couro de Gato"                   |
| 1961 | Couro de Gato                       | —                       | Curta-metragem                              |
| 1958 | O Grande Momento                    | —                       |                                             |
| 1958 | Vou Te Contá                        | —                       |                                             |

## Teatro[4]
- 1958 - Eles não Usam Black-tie
- 1959 - Gente como a Gente
- 1959 - Chapetuba Futebol Clube
- 1960 - Revolução na América do Sul
- 1962 - A Visita da Velha Senhora
- 1964 - O Ovo
- 1976 - Alegro Desbum
- 1981 - O Dia em que Raptaram o Papa
- 1995 - Frankenstein
- 2005/2008 - A Pane
- 2009 - Maria Stuart